# Joaquín Nin-Culmell
Joaquín Nin-Culmell (* 5. September 1908 in Berlin; † 14. Januar 2004 in Oakland) war ein US-amerikanischer Komponist, Pianist und Dirigent kubanischer Familienherkunft.

## Leben und Werk
Joaquín Nin-Culmell war der Sohn des kubanisch-spanischen Komponisten und Konzertpianisten Joaquín Nin y Castellanos und der Dänin Rosa Culmell y Vigaraud, die französische und kubanische Vorfahren hatte. Seine Schwester war die Schriftstellerin Anaïs Nin. Als Nin fünf Jahre alt war, verließ der Vater die Familie. Die Mutter siedelte daraufhin mit ihren drei Kindern nach New York über.
Nin studierte zunächst an der Schola Cantorum in Paris Klavier  sowie Komposition bei Paul Dukas am Pariser Konservatorium. Privat studierte er zusätzlich bei Alfred Cortot Klavier. Von 1930 bis 1934 studierte Nin Komposition bei Manuel de Falla in Granada.
Ab 1944 lehrte er am  Williams College in Massachusetts und später an der University of California in Berkeley. Nin lehrte auch zeitweise an der Acadèmia Marshall in Barcelona.
Nins kompositorisches Werk wurzelt einerseits in der altspanischen Musik wie auch in der spanischen Folklore des 19. Jahrhunderts. Von seinen impressionistisch-geprägten Kompositionen müssen folgende besonders erwähnt werden: Zwei Klavierkonzerte von 1939 und 1946, die kubanischen Lieder von 1952, sechs Variationen zu einem Thema von Lluís de Milà für Gitarre von 1954, die 12 katalanischen Volkslieder von 1957, drei mallorquinische Lieder, die Oper Celestina von 1965, das Ballett El burlador de Sevilla und das Orchesterwerk Diferencias von 1962.
Nin veröffentlichte unter anderem The music of Cuba (Washington D.C. 1943).